# 바네사 판
바네사 판(일본어: ヴァネッサ・パン, 중국어 정체자: 潘家儀, 병음: Pān Jīayí, 한자음: 반가의, 1991년 7월 19일 ~ )은 중화민국 출신 일본의 배우, 모델, 코스플레이어이다.